# Écoquartier de la Cartoucherie
Le quartier de la Cartoucherie est un écoquartier de la ville de Toulouse réalisé sur l'ancien site du GIAT dans le quartier du TOEC. Le projet lancé en 2006 a obtenu le label « écoquartier » en décembre 2017. Il a accueilli ses premiers habitants en décembre 2015. Le plan de développement d'Oppidea prévoit 3 525 logements, un groupe scolaire de 18 classes, 2 crèches, 78 000 m2 de bureaux, 12 000 m2 destinés à l’enseignement supérieur, 5 000 m2 de commerces. C'est le paysagiste et urbaniste Alain Marguerit  qui est responsable du projet.

## Localisation

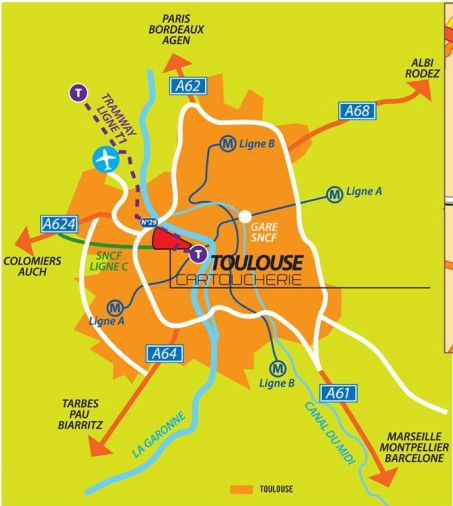
Situation et accès du quartier de la Cartoucherie

C'est un vaste triangle de 33 hectares, situé à l'ouest du cœur historique de Toulouse, entre la rocade et la Garonne sur le site de l'ancien terrain militaire et industriel de GIAT. Il est délimité par l'avenue de Grande-Bretagne au nord, l'avenue Raymond-Badiou au sud (qui longe le Zénith) et la voie du TOEC à l'ouest (parc du Barry).
Le quartier est desservi la Ligne T1 du tramway de Toulouse et trois lignes de bus. Il se trouve à proximité du métro ligne A (station Arènes) et de la ligne C (gare du TOEC (SNCF)), il est directement accessible depuis le périphérique. Le quartier est également desservi avec Linéo depuis 2016.
La station Zénith, la plus orientale, sera la plus proche des équipements publics et commerces. Elle sera reliée par une coulée verte est-ouest au jardin du Barry et au Zénith de Toulouse. Des stations d'autopartage sont également envisagées.
La station Cartoucherie se trouve à l'ouest, près du quartier de Purpan et des anciennes halles de la cartoucherie.

## Histoire[4],[5],[6]
Ce quartier était autrefois l'Arsenal des Pyrénées qui fut créé sous la Révolution en 1792.

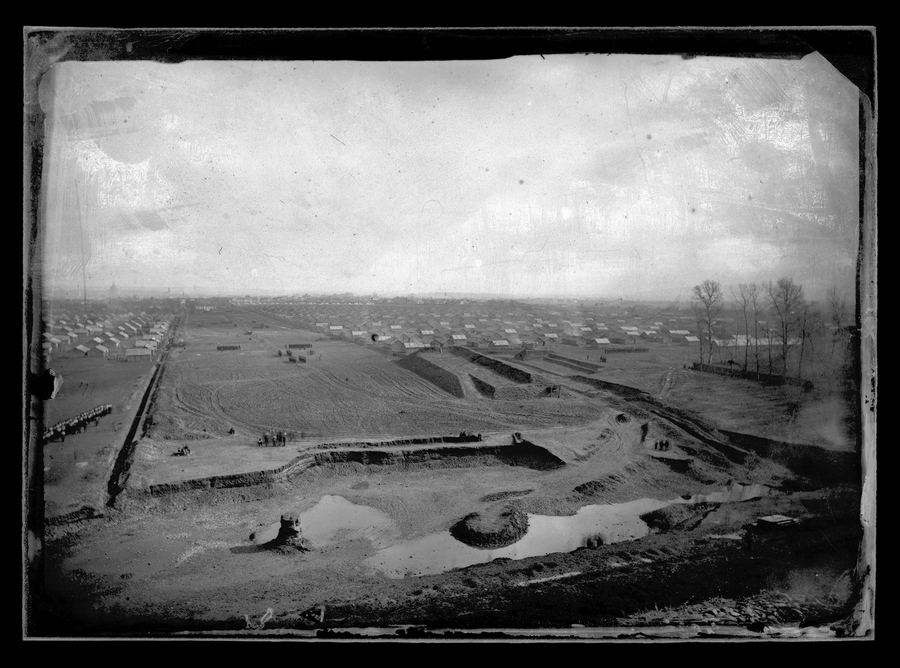
Polygone, février 1871

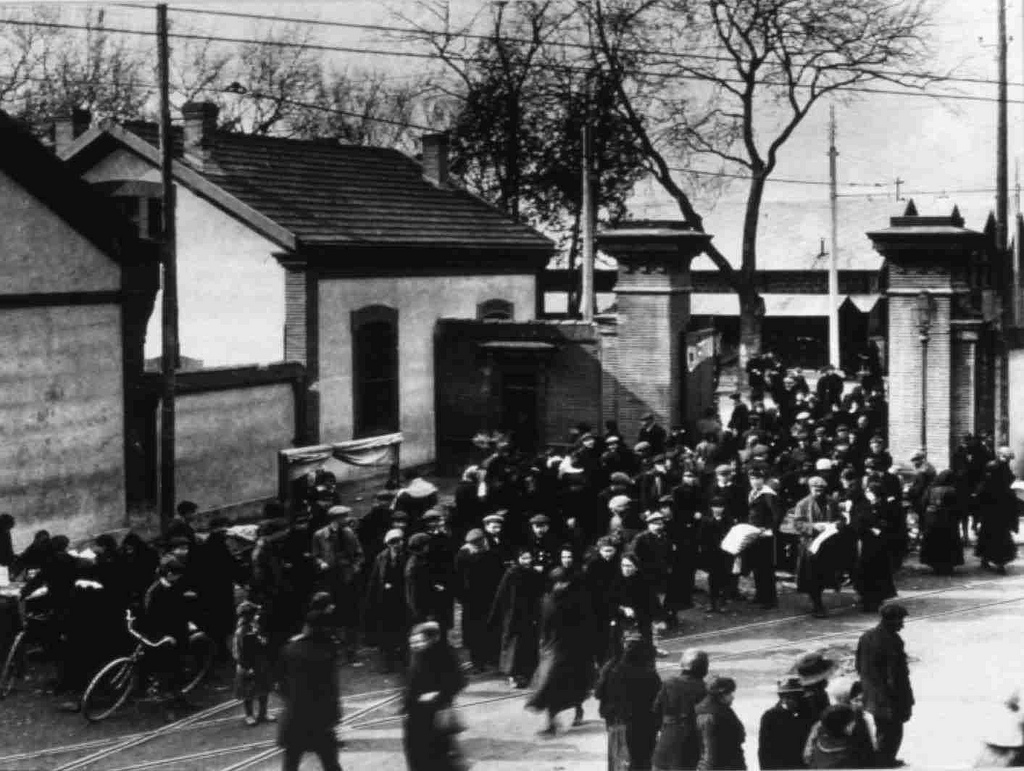
Sortie de l'usine de la cartoucherie vers 1900

En 1802, sous le Consulat, sont installés une zone d’essais et un champ de manœuvres dans un périmètre situé entre Patte d’Oie et la butte de Purpan : “le Polygone d’Artillerie” (plan polygone).
Après la bataille de Toulouse, l’École Royale d'Artillerie est transférée de l’Arsenal au  Polygone d’Artillerie en 1840.
En 1876, un atelier de chargement de cartouches est créé sur le Polygone, baptisé par les Toulousains “la Cartoucherie”.
Le premier meeting aérien de la ville de Toulouse s’y déroulera les 1er et 2 août 1910  attirant des familles venues de toute la région.
Le décret de 1911 renomme l’établissement “ATE” (Atelier de fabrication de Toulouse). Néanmoins, les Toulousains continuent de l'appeler “Cartoucherie”.
Pendant la 1re guerre mondiale, 14730 personnes travaillent à la Cartoucherie. Ce sont majoritairement des femmes, les munitionnettes. En effet, à la suite de l’appel de René Viviani, les femmes françaises ont été recrutées dans les usines françaises pour participer à l’effort de guerre.
Pendant l’entre-deux-guerres, le site continue à se développer avec la construction de nouveaux ateliers: deux ateliers de chargement de cartouches, un atelier central, un atelier d’outillage et deux douilleries de petit calibre.
De 1939 à 1940, l’usine de la cartoucherie triple sa production. Après l'armistice de 1940, l’établissement passe à la réalisation d’activités civiles.
En 1942, la fabrication liée à l'armement reprend sous l’occupation Allemande jusqu’au 18 août 1944.
Au lendemain de la Seconde Guerre mondiale, ATE reconvertit une partie de ses activités et ouvre sa première école de formation professionnelle. L’activité de production de munitions reprend avec le déclenchement de la guerre d’Indochine fin 1946.
En 1956, un centre aéroporté (CAP) s’installe sur le site, spécialisé dans le domaine de l’aérotransport et du parachutage. À la suite du départ de quelques activités du CAP vers un nouveau lieu (Francazal), les terrains libérés accueillent des construictions civiles: immeubles et groupe scolaire du Polygone.
Dix ans plus tard, un département d'études et de développement électronique (EDE) est créé.
En 1975, ATE restitue 10 hectares de terrains (actuels « Jardins du Barry ») à la ville de Toulouse.
En 1990, GIAT Industries est implanté sur le site à la suite de la transformation du statut d’ATE. GIAT Industries est devenu Nexter en 2006, entreprise privée fabricant d'armes propriété à 100 % du gouvernement français.
Le lycée hôtelier et le Zénith sont construits sur 30 hectares du Polygone restitués à la ville de Toulouse, en 1995.
Un an plus tard, en 1996, les ateliers de fabrication de munitions ferment définitivement.
GIAT Industries ferme en 2006, à la suite de manifestations accusant la stratégie liquidatrice de cette entreprise.  
Abandonnées, les installations du GIAT servirent de dépôt provisoire aux bus de Tisséo, en attendant la reconstruction du site de Langlade détruit par l'explosion d'AZF.

La destruction des bâtiments a eu lieu au cours de l'été 2010, seules les halles ont été conservées. 

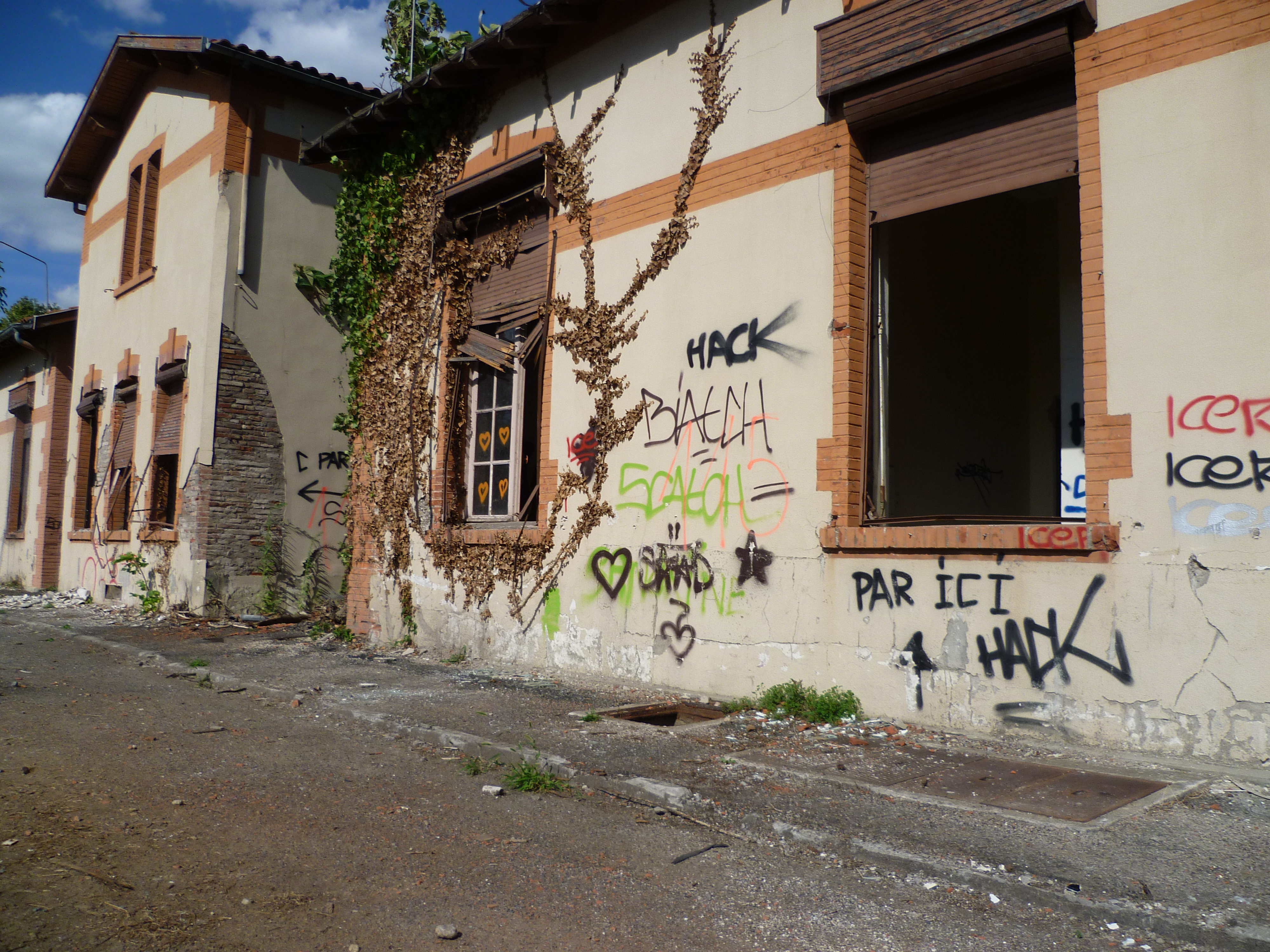
Ruines à la cartoucherie en 2010

La réalisation d'une maison du projet (livrée en 2011) qui sert également de mairie annexe.

### Dépollution du site
Les phases de dépollution du site ont été nombreuses .
En 2006 : La DRIRE commande la dépollution de trois zones : zone à hydrocarbures, zone à métaux , principalement du plomb , zone dite "du stand de tir" , de métaux ferreux .
En mai 2009, la Mairie de Toulouse rachète les terrains au groupe d'armement du GIAT Industries .
De juin 2010 à février 2011 : Reprise de la dépollution du site : extraction de tonnes d'objets métalliques, morceaux de rails, métaux lourds, munitions...
En novembre 2012 : les travaux commencent sur l'avenue de Grande-Bretagne. Géomines, entreprise privée , évacue une centaine d'obus en un jour. Après le carottage des sols, l'évacuation de la terre , la dépollution pyrotechnique du site, 50 000  obus inertes des années 1950 et six boulets du second Empire sont extraits sur 11 000 m2 .
Fin 2012, 90 % du site est nettoyé, la dépollution chimique des sols va alors commencer, à l'occasion de l'engagement des travaux sur la voie du TOEC.
En 2013, la ville de Toulouse a engagé une action judiciaire contre le GIAT, ce dernier lui ayant vendu 28 millions d'euros le terrain, dépollution comprise. Elle s'est aussi retournée contre l'état, qui devait contrôler la validité de la dépollution effectuée avant 2009.
En octobre 2018, un accord est trouvé, GIAT Industries s’engageant à verser 10 millions d’euros à la mairie de Toulouse, montant auquel viennent s'ajouter 4,7 millions d’euros d’indemnités obtenus de l’Etat dans la procédure menée devant le Tribunal Administratif. La mairie s'engage en échange à abandonner toutes les poursuites à l'encontre du GIAT devant cette juridiction,.

## Le projet de l'écoquartier
La première version du projet a été ébauchée en 2005.
S’ensuit une longue concertation en 2009, entre aménageur, élus, professionnels, riverains et associations qui aboutira au lancement du projet final en 2011.
La  construction de 3 100 logements, 6 000 m2 de commerces de proximité et 90 000 m2 d'activités est programmée sur la ZAC.
La mixité sociale autant qu'architecturale est privilégiée : Le bâti mêlera immeubles bas et de plus grande taille (jusqu'à R+152, une rareté dans la Toulouse du XXIe siècle) afin de contribuer à la densification urbaine Les logements seront sociaux pour partie. Dans la deuxième phase de construction(2015 - 2020), des services publics (maison de quartier, crèche, école et peut-être une médiathèque) sont prévus, ainsi que des commerces et des bureaux. Le quartier comptera  trois places et 2,6 km de pistes cyclables.
Les  travaux de construction des premiers logements ont commencé en  2014, et une livraison des premiers bâtiments publics était prévue  fin 2015, pour permettre l'arrivée des premiers habitants fin 2015 – début 2016.
Le 9 janvier à Toulouse, Habitat Toulouse a inauguré la résidence Les Terrasses de Badiou.
La construction d’équipements publics n’est pas commencée.
En 2016, le nombre de logements visé passerait  de 3 100 à 3 5006.

### Le bâti

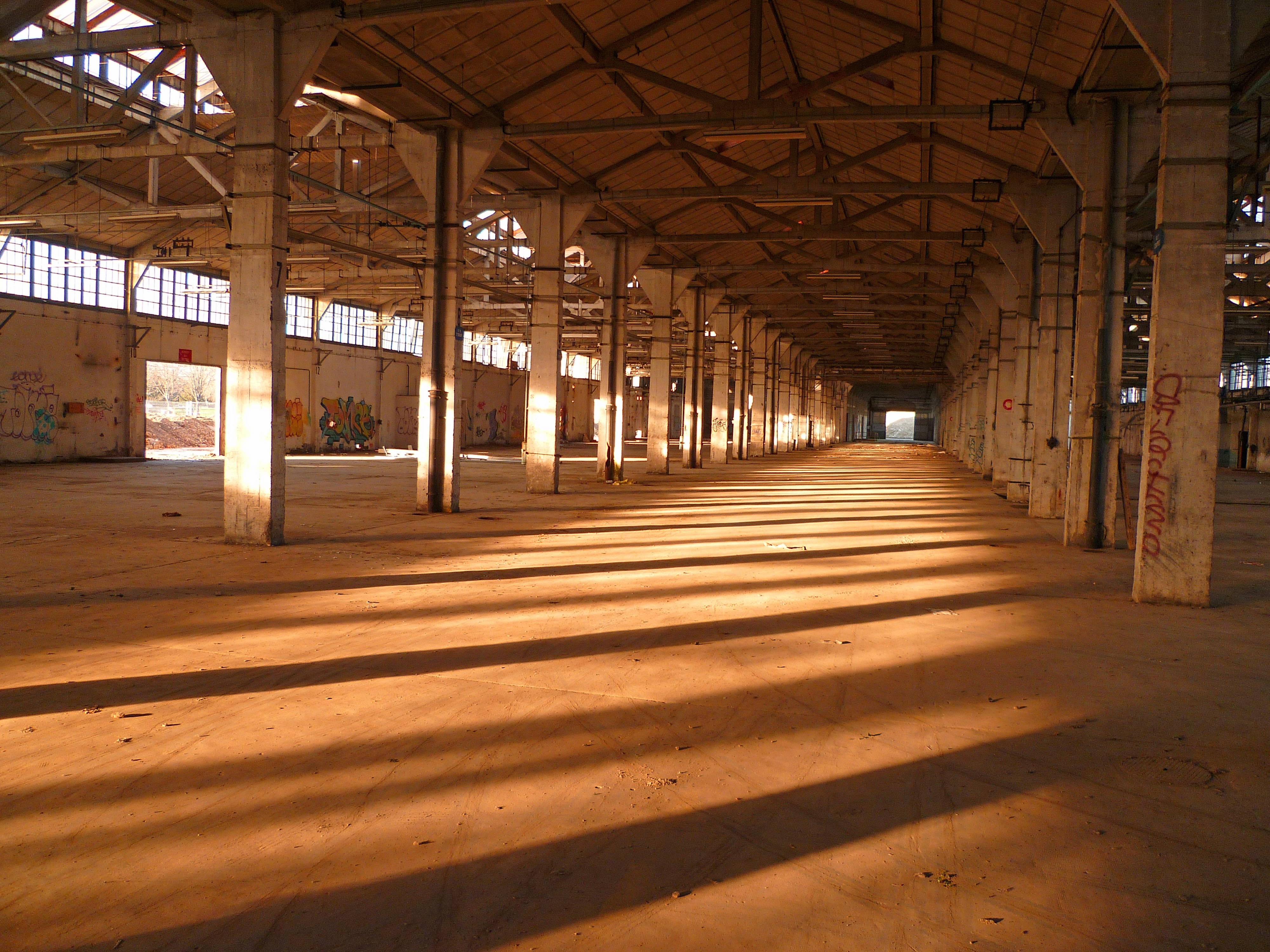
Les anciennes halles ont été conservées

- Les anciennes halles ont été conservéesLes halles, édifiées au début du XXe siècle, elles sont conservées et seront réhabilitées afin d’accueillir des équipements culturels et commerciaux[13].

#### Habitat participatif
Un îlot d’habitat participatif est en cours de construction près de la Grande Halle ; Il comptera 90 logements répartis dans quatre immeubles disposés  autour d’un jardin partagé. Les futurs résidents  ont participé à l’ensemble des démarches nécessaires à la conception et à la construction de leur logement qui sera parfaitement adapté à leurs besoins.Ce projet est réalisé par le groupe d'habitat social Les Chalets , les réunions avec les résidents sont animées par AERA.

#### Habitat coopératif
Créé en septembre 2014, Abricoop, la première initiative coopérative d’habitants de la région, est lancée dans le quartier de la Cartoucherie. Il s’agit d’un habitat groupé participatif  dont les habitants sont à la fois locataires des logements  et collectivement propriétaires de l’immeuble. Chaque habitant aura  son appartement, la coopérative aura des espaces collectifs :  
Une buanderie, une salle polyvalente, un garage à vélo, deux chambres d’amis collective, des rangements communs. L’immeuble regroupant dix-sept logements fait partie de l'îlot de l’habitat participatif

#### Implantation d'un pôle de santé[16]
Situé à proximité du CHU de Purpan, ce campus de 12 000 m2 construit par l’architecte Ateliers Lion regroupe 10 nouvelles écoles et instituts de formation préparant aux métiers de la santé. Ce bâtiment est opérationnel depuis septembre 2015 et accueille  plus de 1500 étudiants . Ce projet de 36.50 M euros est financé à parts égales par La Région Midi-Pyrénées et le CHU

#### Les normes de construction des immeubles[17]
Les bâtiments basse consommation (BBC) sont conçus conformément à la norme RT 2012 (isolation thermique et conception bioclimatique). Ils sont orientés  pour avoir le meilleur ensoleillement possible. Ils seront dotés d'un chauffage collectif alimenté par l'incinérateur du Mirail, système qui, pendant l'été, permettra de rafraîchir le quartier . L’utilisation de  moyens de production d'énergie renouvelable est encouragée :  le solaire photo voltaïque pour l'électricité, l'installation d’éolienne de toiture, des systèmes de chauffage et de production d’eau chaude sanitaire (ECS) par le solaire. Ces aménagements permettront de limiter l'utilisation des énergies non renouvelables telles que le nucléaire ou les énergies fossiles (pétrole ou charbon).
Le coût pour l’alimentation du chauffage collectif s’élève à  50 millions d'euros, il concernera 15 000 logements.
Les charges de chauffage des logements et des parties communes seront ainsi réduites.

### Organisation de l'espace public[19]

#### Les places
. De part et d’autre des halles  anciennes : 
- La place Nord, à dominante commerciale.

- La place Sud, espace ouvert sur l’évolution de l’écoquartier vers le sud et la mutation possible des espaces occupés par le parking du Zénith.

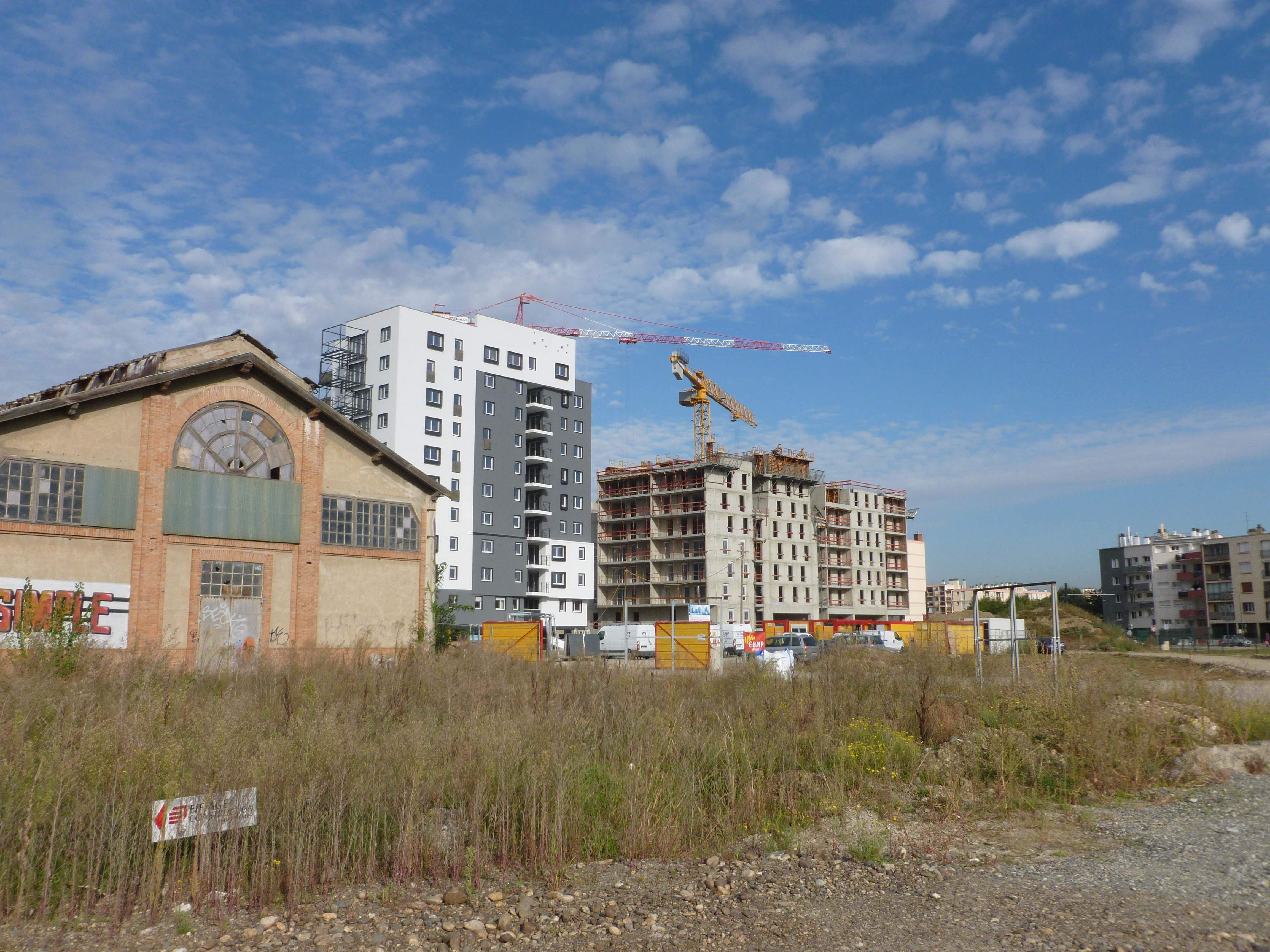
Chantier de la Cartoucherie. Toulouse. Décembre 2015

- La place de la Cartoucherie, second pôle d’équipements et d’activité.

#### Les voies de circulation
Les voies sont bordées de part et d’autre d’une bande active accueillant les  équipements urbains et d’une bande fertile qui récupère les eaux de pluie et accueille les plantations . Elles ont chacune une largeur de 2,50 m minimum. Cette organisation permet l’aménagement d’un cheminement piéton protégé et confortable.

#### Les continuités écologiques[20]
Le projet de l’écoquartier valorise les parcs et les jardins existants et propose de nouveaux espaces végétalisés au cœur du quartier .

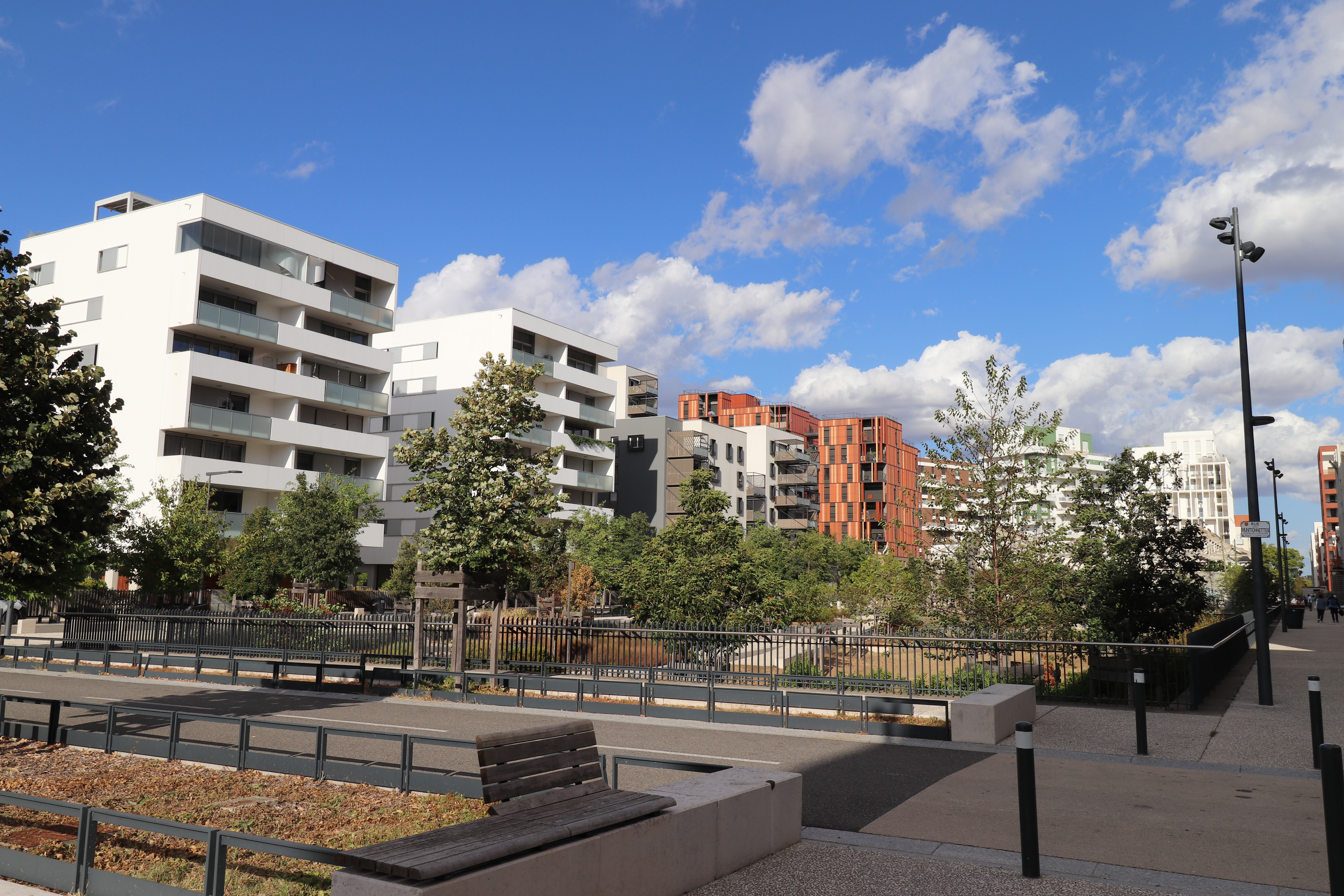
Vue sur le quartier et sur le jardin Jean Boudou. Août 2023

L’écoquartier s’organise le long d’une trame verte avec des coulées qui partent d’Ouest en Est du parc du Barry : la promenade jardinée, la promenade Badiou  au sud, la promenade des sports au nord  qui relie les terrains de sport existant sur le plateau (au-delà du bois du Barry) au nouveau quartier.
Les cœurs des îlots, arborés, pouvant accueillir des jardins partagés, constituent des lieux de rencontres pour les habitants et incitent au mode de déplacement doux.

#### Mobilité et stationnement dans le quartier[21]
La gestion des déplacements et, en particulier, la place de la voiture dans le quartier est une des préoccupations majeures des aménageurs.
Le quartier est structuré par trois axes routiers traversants qui contribuent au lien avec le réseau de la voirie existante. À l'exception de ces axes, la voiture ne devrait que très peu circuler à l’intérieur du site et la plupart des rues sont limitées à 20 km/h.
Dans le projet, le stationnement est volontairement restreint (0.5 place par logement) et mutualisé afin d’inciter les habitants à limiter l’usage de l’automobile dans le quartier desservi par le tramway et à se tourner progressivement vers des modes d’usage de la voiture alternatifs (covoiturage, auto-partage...). Aucun stationnement n’est prévu en surface, à l’exception des emplacements d’arrêt minute (sur les bandes actives). L’objectif étant de privilégier des modes de déplacement doux (circulation piétonne ou à vélo) et d’utiliser les modes de transport en commun.
Les aménagements prévus : 
- 2,6 km de pistes cyclables avec de nombreux parcs à vélos pour leur stationnement.
- Sur les places publiques, des stations de locations de vélos et d’informations sur les modes de déplacement alternatifs.
- Trois parkings-silos  pour le stationnement automobile en périphérie des zones d’habitats (moins de 300 m), de façon à protéger du bruit le centre de l’écoquartier.
- Des outils de mise en relation entre les usagers (bornes) qui pratiquent le covoiturage et l’auto-partage.
- Une accessibilité facilitée vers les points d’arrêt des transports en commun.
- La valorisation des transports collectif sur l’avenue de Grande-Bretagne avec une circulation automobile canalisée.

#### Gestion des déchets
Pour recycler les déchets organiques, des composteurs seront disposés en bas des immeubles, à proximité des espaces verts : jardins partagés, espaces de détente.
Pour la collecte sélective des déchets ménagers, le quartier est équipé de colonnes de tri enterrées le long des voies, dans des espaces consacrés aux équipements urbains : les bandes actives.

### Art et culture à la Cartoucherie

#### Création d’un graff' park[22]
L’implantation d’un graff park aux abords de la Cartoucherie est à l’étude pour donner un cadre légal à cette pratique. Ce park serait composé de plusieurs murs sur lesquels , amateurs et confirmés , pourraient exercer leur passion pour le graffiti en toute légalité.